# バラエティタレント
バラエティタレントとは、日本においてバラエティ番組に頻繁に出演するタレントの俗称。メディアがこの俗称を用いることがある。バラエティー番組で人気を集める女性アイドルタレントを指してバラエティーアイドル（バラドル）が用いられることがある。

## 概要
1980年代まではテレビバラエティで活動する職種は一括してタレント、もしくはコメディアンと呼ばれており（東京ではお笑い芸人、芸人という呼び方もされておらず、関西での呼称であった）、後述のバラエティアイドル（バラドル）誕生とともに細分化するうえで呼称されるようになった呼び名である。芸人、歌手など本業を認識される人物が呼ばれる比率は少ない（漫画家として認識されつつも、バラエティタレントとしても知られる蛭子能収などの例外もいる）。それらに区分できない存在として勝俣州和がおり、「芸能界のみそ汁」的第一人者であるとする向きもある。
2000年代にはバラエティタレントとして小倉優子、関根麻里、中川翔子、若槻千夏らが台頭。さらにフジテレビ『クイズ!ヘキサゴンII』で、上地雄輔・つるの剛士・野久保直樹からなる羞恥心や、木下優樹菜・里田まい・スザンヌからなるPaboが人気を得て、番組およびテレビ局の枠を超えて活動した（misono、南明奈らも同番組で知名度を高めた）。
ハーフタレントもこのジャンルでのニーズが高く、男性ではウエンツ瑛士・JOY・ユージ、女性ではベッキー・ローラ・藤田ニコル・滝沢カレンなどが有名である。
2010年代に入ると、坂上忍がバラエティタレントとして人気を博し、菊地亜美、小島瑠璃子、丸山桂里奈らも台頭した。

## バラエティーアイドル（バラドル）
女性においては、1980年代後半にアイドル崩れ（楽曲を出してもヒットしない）のアイドルの一部から「バラエティーアイドル（バラドル）」というジャンルが派生した。
1970年代にはアイドル歌手や女優が娯楽番組にゲストで登場するケースはままあったが、多くの場合、台本でお膳立てがなされ、あくまでその流れに沿うようになっており、タレント側もアドリブで切り返す事は稀であった。
しかしながら1980年代に入り、素のリアクションの面白さが求められるようになるという笑いの指向そのものの変化に加え、正統派アイドルが斜陽化したことにより、バラエティアイドル（バラドル）という新ジャンルが登場することになったのである。
バラドルの先駆けとなったのは、1980年代後半に活躍したおニャン子クラブの登場であり、当時アイドルなのに仕事が無い事を自虐ネタにしていた井森美幸・森口博子らがパオパオチャンネルなどのバラエティのレギュラーとなり芸人と絡んで笑いを誘っていた。「3大バラエティーアイドル」と呼ばれた山瀬まみ、松本明子そして森口を筆頭に、松居直美・磯野貴理子・島崎和歌子らが登場し「バラエティーアイドル」というジャンルが確立することとなった。
元々彼女らはアイドル歌手としてレコードを発表し、正統派アイドルを目指していたが、ヒット曲に恵まれなかった（特に、井森、山瀬はともにアイドルの登竜門「ホリプロタレントスカウトキャラバン」でグランプリを獲得している）。しかしアイドル崩れの上昇志向に加えて高い瞬発力・鋭い感性に基づくウィットの効いたトーク術などが評価され、バラエティ番組への出演が増え、音楽番組への出演が主だった正統派アイドルとは趣の違う存在「バラドル」として認知されるようになった。
その後1990年代に篠原涼子・渡辺満里奈・加藤紀子・千秋らが活躍したが、アイドル歌謡というジャンルそのものが衰退したことで、歌手を本業とする正統派アイドルといえる存在は一部を除いて見受けられなくなった。そしてトップアイドルであっても、テレビ出演時にはバラドルとしての要素が求められるようになっていった。
2000年代以降は、梨花・坂下千里子・優香などグラビアアイドルを含むモデルが、バラエティ番組でお笑い的な演出をこなすことはもはや珍しいことではなくなり、「バラドル」と本来のアイドル、モデル、お笑いタレントとの境界線は次第に希薄になっていった。しかし本来の「アイドル」の定義である“成長過程をファンと共有し、存在そのものの魅力で活躍する人物”とはかけ離れた素人同然のタレントが含まれることもあり、2000年代以降は「アイドル」とはみなされなくなった、もしくはアイドルの総バラエティータレント化などもあり、「バラエティーアイドル（バラドル）」という言葉は死語とされる傾向にある。